# Jan Mixsa

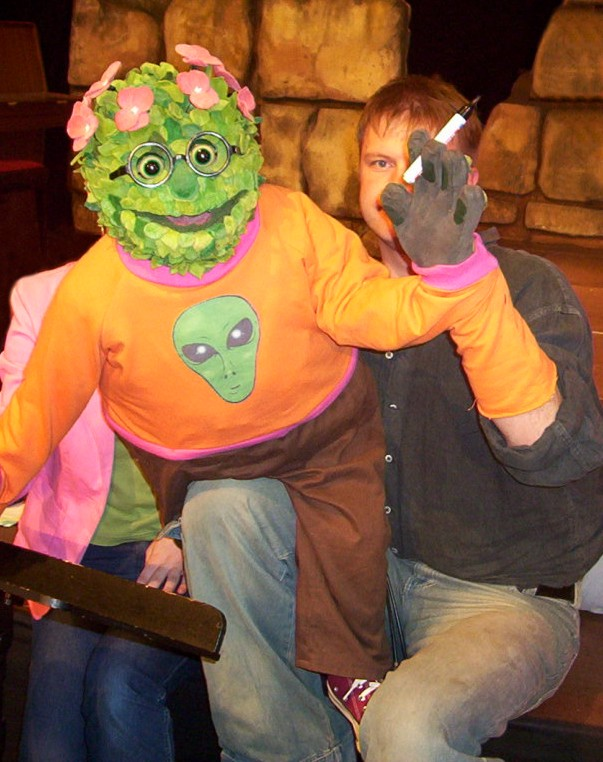
Jan Mixsa (2004)

Jan Gustav Mixsa (* 1970 in Dohna) ist ein deutscher Schauspieler, Synchronsprecher, Bühnenbildner und Puppenspieler. In Bernd das Brot sprach und spielte er Briegel den Busch.

## Leben
Mixsa besuchte die Marie-Curie Oberschule in seiner Geburtsstadt Dohna und erhielt mit fünf Jahren Klarinettenunterricht. 1986 begann er eine Ausbildung zum Baumschulgärtner und wurde 1988 als Gärtner angestellt, erste eigene Inszenierungen, Lieder und Musikstücke gebar er 1988. Auf den Zivildienst mit Krankenpflegerausbildung folgte Gesangsunterricht an der Hochschule für Musik in Dresden sowie die allgemeine Hochschulreife.
Zwischen 1995 und 1999 war er am Städtischen Theater Chemnitz engagiert und gastierte in Dresden, Gera und Meiningen, bevor er ab 1999 an der Hochschule für Schauspielkunst „Ernst Busch“ in Berlin studierte. Seit 2001 gastiert an verschiedenen Theatern (unter anderem in Meiningen und Chemnitz).
Mixsa ist auch Autor, Regisseur und Interpret eigener freier Theater- & Kulturveranstaltungen.

## Filmografie
- 2000–2002: Tolle Sachen
- 2001–2005: Chili TV
- 2003–2006: Bravo Bernd
- 2003: Drei für Robin Hood
- 2003: Dinner für Brot
- 2004: Rockt das Brot
- 2004: Berndi Broter und der Kasten der Katastrophen
- 2006: Berndivent
- 2007–2009: Bernd das Brot
- 2008–2014: OLI’s Wilde Welt
- 2011: Ijon Tichy: Raumpilot